# Перендия, Милан
Ми́лан Пере́ндия (сербохорв. Milan Perendija / Милан Перендија; 5 января 1986, Белграде, Югославия) — сербский футболист, защитник.

## Карьера
Милан — воспитанник белградского «Партизана», однако так и не провёл за этот клуб ни одного матча. В 2006 году он перешёл в более скромный клуб города — «Вождовац», за который провёл восемь игр. В 2007 году Милан провёл четырнадцать игр за «Телеоптик» и перебрался в Македонию, где провёл по сезону в «Вардаре» и «Работничках». В 2009 году он перешёл в «Оцелул», в составе которого в сезоне 2010/11 стал чемпионом Румынии. С 2009 по 2013 год Милан провёл 73 матча за этот клуб. Зимой 2013 года Милан пополнил состав саранской «Мордовии». После сезона 2015/2016 покинул команду.
В составе юношеской сборной Сербии и Черногории Милан провёл пять матчей и принимал участие на юношеском чемпионате Европы 2005 года.

## Достижения
Вардар
- Обладатель Кубка Македонии: 2006/07

Работнички
- Обладатель Кубка Македонии: 2007/08

Оцелул
- Чемпион Румынии: 2010/11
- Обладатель Суперкубка Румынии: 2011

Мордовия
- Победитель ФНЛ: 2013/14